# Diego Amador
Diego Amador Fernández (Sevilla - 1973),  
es un multinstrumentista, cantante y compositor español de una fusión de flamenco y jazz, también conocido  "El Ray Charles Gitano" (por ese espíritu libre y vigoroso con el que interpreta el piano), es reconocido por ser uno de los más destacados músicos del estilo “Flamenco- Jazz” . La combinación de intérprete y músico excepcional, ha sido su pasaporte al momento de colaborar con las estrellas más grandes de Flamenco, como Tomatito, Camarón de la Isla, Remedios Amaya y Diego El Cigala o del jazz como: Pat Metheny, Birelli Lagrene, Charlie Haden Chick Corea, Alex Acuña o Abraham Laboriel. En géneros como en la Salsa con Óscar de León con quien consiguió ser Número Uno en Billboard (USA)
Su sello personal ha sido crear una nueva forma de tocar el piano como la guitarra flamenca de hoy en día y acompañar su propio cante. Ha sido el primer cantaor flamenco en acompañarse al piano además de otros instrumentos.

## Biografía

### Primeros años
Diego Amador nace en una familia gitana de tradición musical flamenca en el barrio de más conflicto en Sevilla, el de las 3000 viviendas. Su formación musical comenzó cuando todavía era un bebé y su padre le enseñaba las primeras notas flamencas. Empezó por la guitarra y el canto, para luego iniciar con el piano cuando su padre llevó a su casa un viejo órgano Hammond. Ahí es cuando comenzó a tocar por su cuenta y su aprendizaje autodidacta. Desde un principio hizo algo muy inusual con el instrumento: aplicó su conocimiento de flamenco al tocarlo.
Al ser parte de una comunidad gitana, su familia y vecinos comulgaban música a campo abierto. Según el mismo Amador, “los vecinos de todos los bloques bajábamos las mesas y nos juntábamos a comer en la plaza. Pasábamos el día cantando y tocando. Cuando caía la noche cogíamos una manta y una almohada y dormíamos ahí, en la calle. Nos despertaba alguno cantando y seguíamos la fiesta”.
En cuanto a su formación académica, Amador comentó que fue poco a la escuela, "lo suficiente para aprender a leer, escribir y matemática básica”. Su formación vino principalmente de su pasión por el arte; mientras muchos jóvenes de su barrio se perdían en el mundo de las drogas, él pasaba largas horas encerrado en su casa tocando música. Así surgieron sus primeras composiciones. 
En su adolescencia, Raimundo y Rafael, dos de sus hermanos mayores, fundaron el grupo flamenco Pata Negra, famoso en los '80 por sus fusiones de flamenco, rock y blues, donde Diego tocaba batería esporádicamente. Más tarde, en 1994, creó un cuarteto llamado Patita Negra que solo duró un año. Pero su carrera solista seguiría otro rumbo, en solitario consolidándose como Pianista y Cantaor Flamenco.
Desde su carrera en solitario se ha presentado siempre como Diego Amador y no existe profesionalmente ningún sobrenombre que él reconozca o autorice. Como él mismo explica: "solo pueden llamarme de otra manera mi circulo más cercano. Mi nombre propio y artístico es Diego Amador. Y solo ese".

### Multiinstrumentista
Como resultado de su interés por la música y sus tradiciones familiares, Diego Amador es un multiinstrumentista, a la hora de componer, grabar y producir. Toca la guitarra, la batería, el bajo eléctrico, la mandola y el piano. Sin embargo, es más reconocido en su carrera como solista, pianista y cantaor.
Él mismo explica en las entrevistas que "Me he convertido en multinstrumentista, por la necesidad de sonar tal y como concibo la música. Ya que como compositor, tengo muy claro el sonido que deseo de cada instrumento y los arreglos para cada uno de ellos". 
Actualmente suma a los instrumentos la tecnología, como él mismo dice "Yo estoy al servicio de la música y toda tecnología que me ayude a materializar mis ideas son bienvenidas". 
Carrera y trayectoria
En El Aire de lo Puro (2001) y Piano Jondo (2008) madura su estilo como compositor y pianista con raíces en el Jazz y el Flamenco; y despunta su manera personal de interpretar el piano como si fuera una guitarra.
Más tarde, en el 2004 hace su debut en Estados Unidos en el Chicago Cultural Center, en un concierto ininterrumpido de dos horas, donde se movía libremente entre el flamenco y el Jazz, y del blues a lo clásico, mezclándolo en su arte.
En 2008 obtuvo su primera nominación a los Latin Grammy Awards en la categoría de "Mejor Álbum Flamenco", gracias a Río de los Canasteros. Con este disco, su faceta como cantante lo convirtió en un exponente único en su género. 
El 2011 hizo Jazz a L’EStudi con cuatro temas de Diego Amador en colaboración con Israel Varela, Julián Heredia y Carlos Bermudo. Dos años después lanzó Flamenco Jazz Tribute, su disco en vivo en París, que constituye un tributo a los maestros que le han servido de inspiración.
Con el lanzamiento de su sexto álbum, Scherzo Flamenco, en el año 2013, la prensa internacional lo denominó como "uno de los más grandes pianistas de flamenco de todos los tiempos". En esos años, tuvo la oportunidad de compartir escenario con importantes íconos de la música como Chick Corea, el guitarrista Pat Metheny, el contrabajista Charlie Haden, Abraham Laboriel y Álex Acuña.
El 2016 marcó el inicio de una nueva etapa musical en su carrera. De la mano del músico y arreglista cubano Alain Pérez, exploró el mundo de la salsa y los ritmos latinos; y produjo su disco más biográfico hasta el momento, inspirado en Miami: Soy de las 3.000. Para esta producción, grabó con su compatriota Alejandro Sanz la canción "Regálame la silla donde te esperé"; mientras que, acompañado de Oscar De León, Diego mezcló su voz flamenca con la salsa para el primer sencillo de su álbum, titulado "La Sandunguita".
En este disco hay dos temas de su autoría, que tienen el perfecto sello de Amador al ser rumbas flamencas: "Soy de las 3.000", que es un tributo a su familia y sus vivencias de niño, y "Me trae el Aire". El CD incluye también "El Son de la Madrugada", una emotiva canción que ya había cantado décadas atrás con la popular artista cubana Omara Portuondo y que, en esta ocasión, Diego la renovó con una interpretación en solitario.
El 3 de enero de 2017 al poco tiempo de su lanzamiento "La Sandunguita" logró consagrase como número uno en el Chart Tropical de Billboard. En 2019 saca su álbum Vivir, con el sello Nuevos Medios en el que pone su voz Flamenca a temas latinos.
En 2021 saca a la luz  "Paqueando: volver a la tierra" - Paco es al Flamenco lo que la Tierra a los humanos-  una exhaustiva revisión de la obre de Paco de Lucía, junto con el músico José María Bandera, sobrino y discípulo directo del gran maestro, como forma de preservación del repertorio del gran revolucionario de la Guitarra Flamenca. En él encontramos temas como: "Monasterio de sal", "Ziryab", "Canción de amor" y "Callejón del muro y Montiño"
El 25 de agosto publica "El silencio es oro", un EP de siete temas grabados e interpretados por él mismo, voz e instrumentación, dos de ellos de su autoría que son "Donde baila el corazón " y " El silencio es oro" que da nombre al trabajo, y otros cinco temas de Camarón de la Isla, "Eres como un laberinto", "Callede los lunares", "Calle Real", "Toma que toma" y " La primavera".
El 17 de Mayo del 2924 sale bajo el Sello Toque Records de Moonjune y Flairton, "Paqueando" . Un disco homenaje a Paco de Lucía en formato dúo con José María Bandera.

## Estilo Musical
En un artículo del 19 de febrero del 2012 del Chicago Tribune acerca de Diego Amador, Howard Reich  dijo: “Amador puede apilar líneas de flamenco en la mano derecha por encima del creciente ritmo de jazz en su izquierda;  o aplicar una ultra sofisticada armonía de jazz a la intrincada y melismática melodía flamenca; o revelarse en exuberantes acordes de blues; o dibujar encima del vocabulario musical del maestro clásico español Isaac Albéniz; o producir gruesos racimos de sonidos de sonido inspirados en Charles Ives; o barrer el rango completo del teclado a la manera de Cecil Taylor.
En su producción musical, sobresalen especialmente sus piezas de piano y canto, en las que combina de forma magistral la tradición musical española con elementos del jazz americano, desde la era del "Cool Jazz" de Miles Davis, hasta el "Latin Jazz" más actual.
Diego Amador es un instrumentalista que toma grandes riesgos al mezclar el flamenco con el Jazz y no es un purista cuando se trata del flamenco, empezando porque su principal instrumento (el piano) no es tradicional del género. Con más de 20 años de carrera, Diego se confirma como uno de los máximos exponentes del nuevo flamenco y del flamenco de siempre.

## Influencias
En el artículo para ALL Music de Alex Henderson, el autor lista algunas influencias de Diego Amador que van desde Paco de Lucía hasta Chick Corea, Keith Jarret y Bill Evans. Y continúa exponiendo que aunque sus mayores influencias del Jazz vienen del reino post-bob, él aprecia la fusión y reconoce el jazz de estilo libre y el avant-garde.

## Colaboraciones
Acompañó a cantantes como La Susy, Remedio Amaya, El Potito, Diego El Cigala y Tomatito. Ha colaborado y compartido escenario con músicos como Chick Corea, Birelli Lagreene, Luis Salinas, Jorge Pardo, Carles Benavent, Álex Acuña, Abrahan Laboriell, Larry Coriel, Jerry González, Pat Metheny, Charlie Haden, Joaquín Cortés, Oscar d’Leon y Alejandro Sanz, Marc Anthony  entre otros.

## Discografía[13]
| Año  | Nombre del Disco                    | Sello discográfico            |
| ---- | ----------------------------------- | ----------------------------- |
| 1992 | Anticipo Flamenco                   |                               |
| 2001 | El Aire de lo Puro                  | Nuevos Medios                 |
| 2003 | Piano Jondo                         | Nuevos Medios-Fantasy Records |
| 2008 | Rio de los Canasteros               | Nuevos Medios                 |
| 2011 | Jazz a L’EStudi                     | TVC Disc                      |
| 2012 | Flamenco Jazz Tribute LIVE IN PARIS | DA Records                    |
| 2013 | Scherzo Flamenco                    | Rumor TVE                     |
| 2016 | Soy de las 3000                     | Alacran Records               |
| 2019 | Vivir                               | Nuevos Medios                 |
| 2023 | El silencio es oro                  | DA records                    |
| 2024 | Paqueando                           | Toque y Flairton              |